# Vito Nardiello
Vito Nardiello, detto Il Lupo d'Irpinia (Volturara Irpina, 1923 – Volturara Irpina, 2001), è stato un brigante italiano.

## Biografia
Nato a Volturara Irpina, vi rientrò dopo la guerra, nel 1945, avendo anche fatto parte dell’esercito titino nella ex Jugoslavia, con le cui mostrine si era guadagnato sul campo i galloni di spietato esecutore.
In pochi mesi creò una vera e propria banda criminale, chiamando a sé compaesani ex galeotti, dedita a saccheggi, rapine e assalti, i primi indirizzate nei confronti di alcune masserie della zona, successivamente prese di mira i viaggiatori che attraversavano la Nazionale. Sulla scia di ciò che avevano fatto i briganti nel passato, che da quelle zone erano spariti da quasi un secolo, il Malepasso diventò il territorio di caccia della banda che, nel volgere di pochissimo tempo, divenne un incubo per chiunque si trovasse a passare di lì. A pagare dazio a Nardiello fu anche il senatore Alfonso Rubilli, intercettato e rapinato nei pressi della Bocca del Dragone al ritorno da un comizio elettorale.
Nel giugno del 1946, durante un assalto ad una corriera, la banda lasciò sul selciato la prima vittima, Giuseppe Tortora. Ad agosto i morti per mano di Nardiello erano già saliti a cinque, per lo più coloni e loro familiari che abitavano in case isolate. Sul finire del mese di dicembre del 1946, Vito, detto “’o malamente”, cadde nella rete dei Carabinieri che riuscirono ad arrestarlo. Prima ancora di conoscere la sentenza di condanna, però, Vito Nardiello, armato di lima e lenzuola annodate, riuscì ad evadere, nel 1951, dal carcere borbonico di Avellino, per l’epoca considerato uno dei più sicuri d’Italia. La primula rossa irpina riuscì a nascondersi tra la sua casa di Tavernole di Volturara ed il centro del paese della Bocca del Dragone, riscendo sempre a sfuggire alla cattura: a dargli manforte la sua compagna di una vita, Rosa Raimo, con cui ebbe anche quattro figli, alcuni dei quali nati proprio durante la latitanza.
Nel febbraio del 1952, i Carabinieri furono ad un passo dalla sua cattura: la casa in cui si nascondeva fu circondata, ma Nardiello reagì uccidendo un militare e ferendo gravemente il comandante della stazione dell’Arma di Volturara.
La sua latitanza durò oltre dieci anni. Sul suo capo furono messe varie taglie, da uno fino a cinque milioni, con tanto di avvisi e foto segnaletiche affissi sulle cantonate del paese fino al 13 marzo 1963, quando fu trovato nella sua abitazione e arrestato, rimanendo in carcere 23 anni e, nonostante la condanna all’ergastolo, nel 1986 ottenne i benefici della libertà vigilata e nel 1991 la piena libertà.
Vito Nardiello si spense nel suo paese natale nel 2001.